# Riviera Hotel & Casino
Het Riviera (ook: the Riv) was een op 20 april 1955 geopend hotel en casino aan de Strip in Las Vegas, Nevada, Verenigde Staten. Het hotel en casino is ontwikkeld door een groep investeerders uit Miami en is tegenwoordig eigendom van Riviera Holdings Corporation. Het Riviera bestaat uit een 10.000 m² groot casino en heeft 2.100 kamers waarvan de meeste worden gehuisvest in de 23 verdiepingen hoge toren. Het hotel is gesloten na 60 jaar en is inmiddels gesloopt. Op de plek van het oude casino komt een conferentie en vergaderruimte.

## Geschiedenis

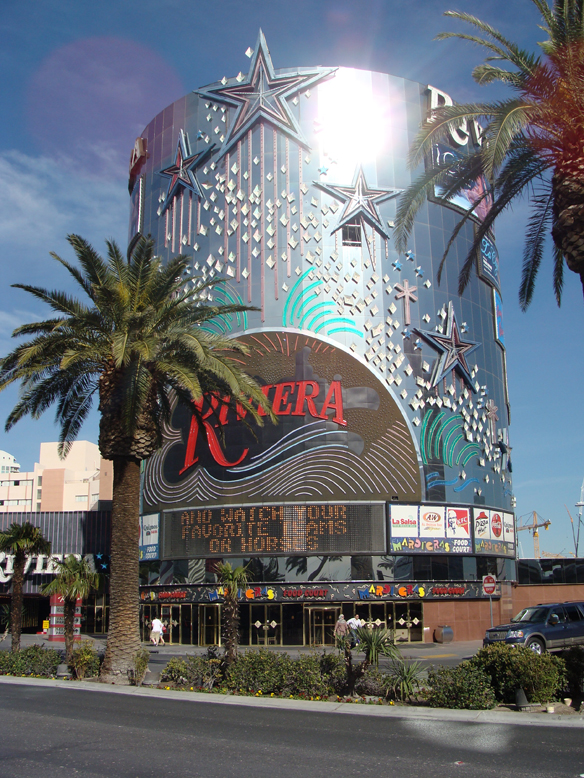
Het vooraanzicht van het Riviera.

Het Riviera opende zijn deuren op 20 april 1955 en sloot zijn deuren op 4 mei 2015 en was daarmee een van de oudste, hotels en casino's aan de strip. Het hotel werd ontwikkeld door een groep ondernemers uit Miami. De opening van het hotel, die samenviel met de opening van The Dunes en Royal Nevada, werd onderwerp van een artikel in het tijdschrift Life. In het artikel werd gesteld dat er, met de komst van nog drie nieuwe hotels, te veel hotels in Las Vegas kwamen om nog winstmakend te zijn.
De eerste manager van het hotel was Gus Greenbaum, die hiervoor het Flamingo met succes geleid had. Hiermee werd ook een tijd ingeluid waarin het Riviera in bezit was van de plaatselijke maffia; dat duurde tot de jaren zeventig. Greenbaum zelf trad in 1958 af als manager nadat hij te kampen kreeg met drugs- en gokverslavingen. Hij werd later dat jaar samen met zijn vrouw vermoord in zijn huis in Phoenix, Arizona.
In 1973 kocht Meshulam Riklis, een Israëlische zakenman, het hotel en casino voor een bedrag van 56 miljoen dollar. Onder zijn beheer werden er verschillende uitbreidingen bedacht en voltooid. In 1984 werden het hotel en casino na de slechte inkomsten onder curatele gesteld. Dit zorgde ervoor dat Arthur Waltzman de nieuwe manager werd om het hotel weer de goede richting in te leiden. Zeven jaar later, in 1991, werd het hotel opnieuw onder curatele gesteld en hierbij verloor Riklis de eigendomsrechten van het hotel en casino. Het hotel en casino werden vervolgens eigendom van Riviera Holdings Corporation die het sindsdien beheren.
In de volgende jaren verloor het hotel en casino enkele van haar langstlopende shows. Zo hield de revue Splash er in 2006 mee op en werd in 2009 An Evening at La Cage als een van de langstlopende shows in Las Vegas beëindigd. Dat de zaken slechter gingen bij het Riviera werd een jaar later bevestigd toen het hotel en casino opnieuw onder curatele werden gesteld.
In hetzelfde jaar werd er een overeenkomst bereikt met Starwood Capital Group die opnieuw zouden investeren in het hotel en casino. Er zou voor 275 miljoen dollar worden geïnvesteerd in het hotel. Dit gebeurde met de uiteindelijke plannen om het hotel samen met het toen naastgelegen Stardust, New Frontier en Westward Ho af te breken om plaats te maken voor het te bouwen Echelon Place en het Fontainebleau. Echter door de kredietcrisis zijn de plannen voor deze nieuwe projecten tijdelijk stopgezet. Dit gebeurde nog voor de afbraak van het Riviera. Daardoor is besloten dat het hotel en casino in dienst zullen blijven tot de plannen voor het Echelon en het Fontainebleau zullen worden hervat. In 2012 en 2013 wordt aan de renovatie van de Sahara begonnen. Ook zal men in 2013 beginnen aan de bouw van een nieuwe casinohotel Resorts World op de plek van het nooit voltooide Echelon hotelcasino.
De externe accountant van Riviera heeft in 2012 aangegeven dat deze grote twijfels heeft of Riviera kan doorgaan als bedrijf. Riviera heeft namelijk al jaren, sinds de verschillende reorganisaties, alleen maar aanzienlijke verliezen weten te realiseren. Uiteindelijk is op 16 augustus 2016 een definitief einde aan het Riviera hotel & casino gekomen met het opblazen van de Monte Carlo vleugel, nadat dat twee maanden eerder ook al was gebeurd met de Monaco toren van hetzelfde hotel en casino. Hiermee is een definitief einde gekomen aan een 60-jarige geschiedenis van dit hotel en casino.

## Ligging

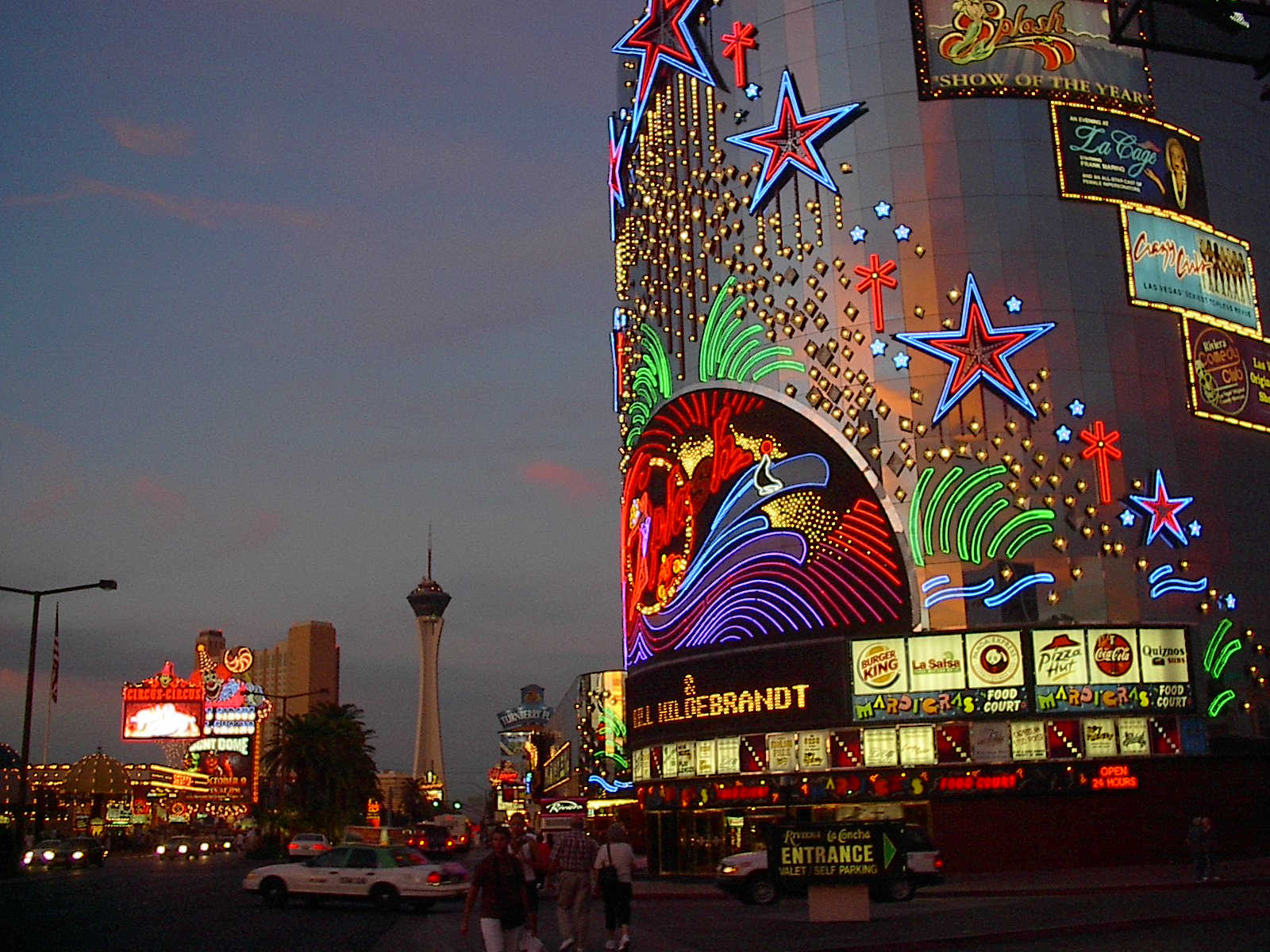
Het Riviera in de avond.

Het hotel en casino lag op de Las Vegas Boulevard in Las Vegas, Nevada. Het hotel lag aan de kruising met de Riviera Boulevard en werd omringd door verschillende bouwputten voor het Echelon Place en Fontainebleau Resort. Vroeger werd het hotel omringd door onder andere het Stardust, New Frontier en Westward Ho. Het lag op loopafstand van Circus Circus en LVH. Ook lag het Las Vegas Convention Center op loopafstand. Tegenwoordig ligt hier een uitbreiding van het Las Vegas Convention Center.

## Ontwerp
De naam en de buitenkant van het hotel zijn afgeleid van de Middellandse Zeekusten die ook wel Rivièra worden genoemd. Dit is op de voorgevel te zien aan de afgebeelde zeesterren. In tegenstelling tot het thema van de buitenkant en de naam is de binnenkant vooral ingericht naar een modernistisch thema.
Het uiterlijk van het hotel en casino heeft ervoor gezorgd dat het als een herkenningspunt van de strip wordt gezien. Dit heeft er mede voor gezorgd dat er verschillende films voor een gedeelte opgenomen zijn in of bij het Riviera.
- Ocean's Eleven (1960)
- Casino (1995)
- Austin Powers: International Man of Mystery (1997)
- Vegas Vacation (1997)
- Go (1999)
- 3000 Miles to Graceland (2001)
- Crazy Girls Undercover (2008)
- 21 (2008)
- The Hangover (2009)

## Faciliteiten

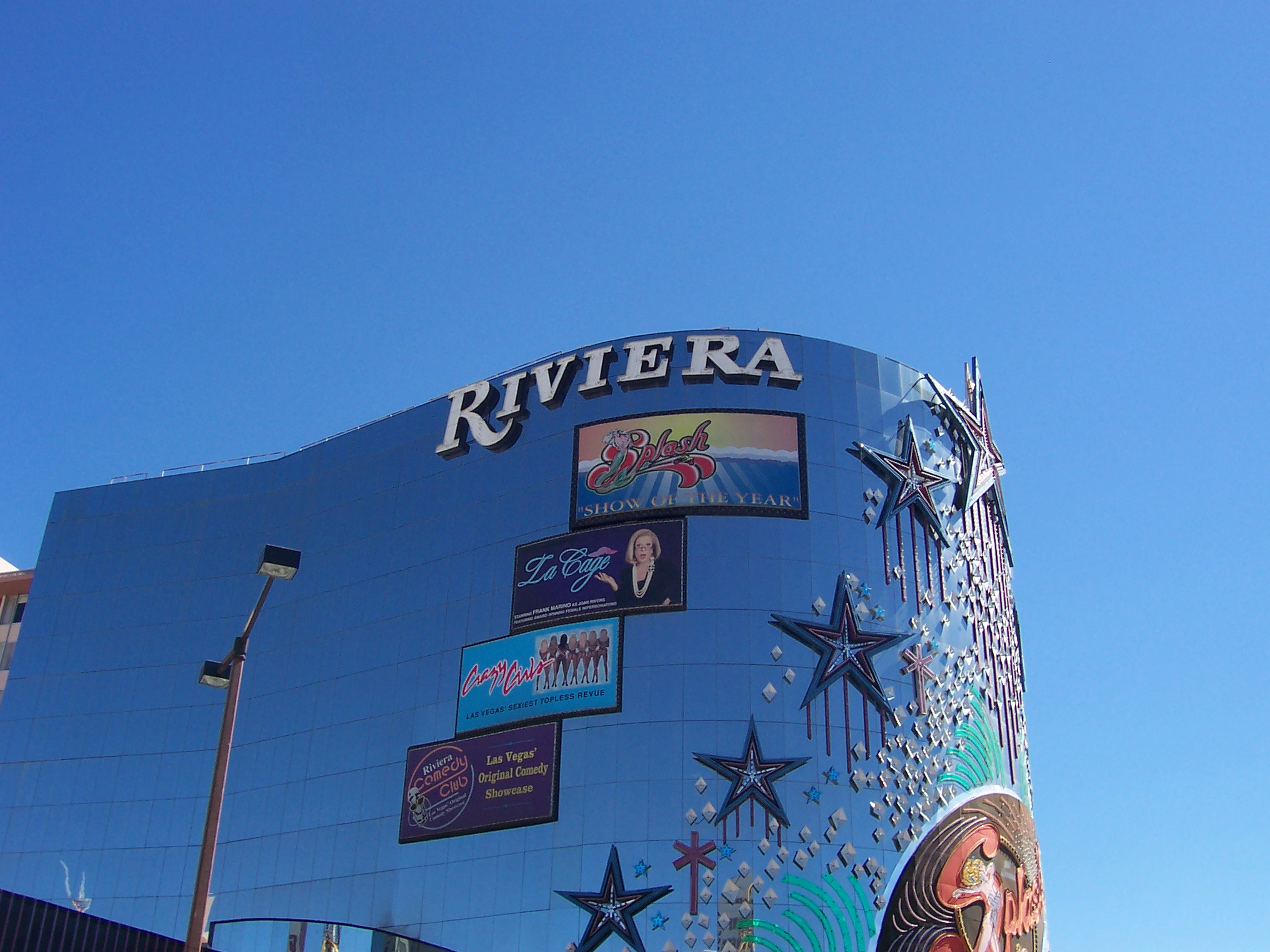
De voorgevel van het Riviera.

### Casino
Het Riviera heeft een casino van 10.000 m² groot met ruim negenhonderd speelautomaten en honderd speeltafels. Op de speeltafels wordt onder andere blackjack, craps en roulette gespeeld. Ook zijn er tafels ingericht voor mini-baccarat, Pai Gow Poker en 3 Card Poker. Naast de grote speelruimte zijn er ook aparte ruimtes ingediend als pokerruimte en sporthoek. Ook heeft het Riviera de grootste bingoruimte in Las Vegas.

### Biljart
Sinds 2010 is het Riviera de thuisbasis van het nationale poolbiljart in de Verenigde Staten. Alle verschillende spelersorganisaties bevinden zich in het hotel en ook heeft het hotel bijna een monopoliepositie op het gebied van de nationale toernooien. Alleen het U.S. Amateur Championship wordt niet in het Riviera gehouden, dit wordt gehouden in Florida. Alle andere nationaal georganiseerde pooltoernooien in de Verenigde Staten worden en werden gehouden in het Riviera.

### Schaak
Het hotel huisvestte jaarlijks het Las Vegas International Chess Festival.

### Flipperkasten
Het hotel heeft een verzameling flipperkasten (van nostalgische betekenis voor de vele gasten op hogere leeftijd).

### Voorstellingen
In 2013 heeft Riviera een aantal voorstellingen:
- Crazy Girls (cabaret, 25-jarig jubileum in 2012, het hotel heeft een bronzen beeld van de dames aan de stripzijde van het hotel)
- Jan Rouven (goochelaar)
- Riviera Comedy Club

Producties die gedraaid hebben
- An Evening at La Cage
- Barbra and Frank: The Concert That Never Was
- Dao – The Asian Celebration
- ICE
- Greg London's ICONS
- Splash
- Sandy Hackett's Rat Pack Show
- The Magic and Tigers of Rick Thomas
- Starlight Theater
- Liberace